# 邓让 (交趾牧)
邓让，南阳郡人，新朝末年东汉初期交趾牧，新朝時期到東漢初期割據交趾自立。

## 生平
王莽末年，交趾刺史部所属各郡封闭边境自守。岑彭平素和邓让友情深厚，给邓让写信，陈述东汉朝廷的威德；又派偏将军屈充在江南布文告，颁行汉光武帝的命令。于是，建武五年（29年）十二月，邓让和江夏郡太守侯登、武陵郡太守王堂、长沙国相韩福、桂阳郡太守张隆、零陵郡太守田翕、苍梧郡太守杜穆、交趾郡太守锡光等，相继派遣使者向朝廷进贡。汉光武帝刘秀将他们全部封为列侯。邓让夫人是光烈皇后阴丽华的姐姐（《东观汉記》）。